# Arc (Isère)
Az Arc (ejtsd 'ark') hegyi folyó Franciaország délkeleti részén, Auvergne-Rhône-Alpes régióban, Savoie megyében. Az Isère bal oldali mellékfolyója.

## Ismertetése
Hossza 127 km, vízgyűjtő területe 1957 km².
A francia-olasz határ és a col de l’Iseran hágó közelében, Bonneval-sur-Arc községnél ered. Az alpesi Maurienne völgyben folyik kezdetben délnyugat, lejjebb nyugat, majd észak-északnyugat felé és Chamousset-nál ömlik az Isère-be. Az Alpok magas hegyvonulatai között halad, megkerülve a legellenállóbb geológiai felépítésű területeket. 
Az Arc folyása három részre osztható: a Modane-ig tartó felső szakasz domborzatát sík vidékek és keskeny szurdokok váltakozása jellemzi. Középső folyása Saint-Jean-de-Maurienne-ig tart, itt ömlik be egyik bal oldali mellékfolyója, az Arvan (30 km). Az Arc-nak ezen a szakaszon keskeny a völgye és nagy az esése. Innentől az Isère-rel való egyesülésig szélesebb völgyben és keskeny mederben folyik.
A Maurienne-völgy átjárót képez Franciaország és Olaszország között. Az Arc völgyét több közlekedési útvonal, köztük az A43-as autópálya és egy vasútvonal szeli át, melyek a völgy talpán összpontosulnak. A völgy jelentős vízerőművi potenciállal és ipari jelenléttel is rendelkezik. Az Arc egyik kis mellékfolyóján, a Bissorte-on (9 km) jelentős vízerőmű és víztározó épült (Bissorte-tó), amely nagyrészt biztosítja a völgyben a gazdasági tevékenységhez szükséges villamosenergiát.